# Алдея-даш-Деш
Алдея-даш-Деш (порт. Aldeia das Dez)  —  район (фрегезия) в Португалии,  входит в округ Коимбра. Является составной частью муниципалитета  Оливейра-ду-Ошпитал. По старому административному делению входил в провинцию Бейра-Алта. Входит в экономико-статистический  субрегион Пиньял-Интериор-Норте, который входит в Центральный регион. Население составляет 627 человек на 2001 год. Занимает площадь 18,12 км².
Покровителем района считается Апостол Варфоломей (порт. São Bartolomeu).

## История
Район основан в 1543 году